# Дана Піріц
Дана Піріц (нім. Dana Pyritz, 31 серпня 1970) — німецька академічна веслувальниця.
Бронзова призерка Олімпійських Ігор 1992 року в складі вісімки, учасниця 1996 року.
Чемпіонка світу 1994 року в складі вісімки, срібна призерка 1995 року в складі розпашної четвірки без стернової, бронзова призерка 1993 (вісімки), 2001 (вісімки), 2002 (вісімки), 2003 (розпашні четвірки без стернової) років.